# Liste der Monuments historiques in Flaumont-Waudrechies
Die Liste der Monuments historiques in Flaumont-Waudrechies führt die Monuments historiques in der französischen Gemeinde Flaumont-Waudrechies auf.

## Liste der Bauwerke
| Bezeichnung           | Beschreibung | Standort                                            | Kennzeichnung | Schutzstatus | Datum | Bild           |
| --------------------- | ------------ | --------------------------------------------------- | ------------- | ------------ | ----- | -------------- |
| Kapelle Duchesne      |              | Route de Sémeries (Lage)                            | PA00107527    | Classé       | 1947  | weitere Bilder |
| Kapelle Ste-Aldegonde |              | Route nationale 104 Route départementale 133 (Lage) | PA00107528    | Inscrit      | 1951  | weitere Bilder |
| Oppidum               |              | Catelet (Lage)                                      | PA00107529    | Classé       | 1979  |                |